# Centre (Haïti)
Centre (Haïtiaans-Creools: Sant, Nederlandse vertaling: Centrum) is een van de 10 departementen van Haïti. Het heeft 746.000 inwoners op een oppervlakte van 3500 km². De hoofdplaats is Hinche. Het wordt begrensd door de departementen Nord-Est, Nord, Artibonite en Ouest, en door de Dominicaanse Republiek.

## Grondgebied
Het grondgebied dat nu door het departement Centre wordt ingenomen, behoorde onder de Taíno's tot de cacicazgos Xaragua en Marién.
Het is het enige departement van Haïti dat geen verbinding met de zee heeft. Het land is droog en de grond is sterk geërodeerd als gevolg van de ontbossing. In 2004 heeft de orkaan Jeanne hier veel slachtoffers gemaakt.

## Indeling
Het departement is opgedeeld in 4 arrondissementen:
1. Cerca-la-Source
2. Hinche
3. Lascahobas
4. Mirebalais

## Péligremeer
In het departement ligt het stuwmeer Péligre, het op een na grootste meer van Haïti. Het is een stuwmeer, dat tot stand kwam door de bouw van de Péligredam in de rivier Artibonite in de jaren '50. Het is de grootste stuwdam van het Caraïbisch gebied.

## Sociaal-economisch[2]

### Algemeen
De jaarlijkse bevolkingsgroei is 4,2% (urbaan), 2,8% (ruraal), totaal: 2,2%.

### Onderwijs
In 87% van de gemeenten van het departement is de toegang tot basisonderwijs precair. Het analfabetisme in het departement bedraagt 49% voor mannen, 68% voor vrouwen, totaal: 58%.
Voor het primair onderwijs is de bruto scholingsgraad 95%, de netto scholingsgraad 42%. Voor het middelbare onderwijs is de bruto scholingsgraad 17% en de netto scholingsgraad 10%.
Van de inwoners van het departement heeft 57% geen enkele scholing afgemaakt, 32% het basisonderwijs, 8% het middelbaar onderwijs en 1% het hoger onderwijs.

### Gezondheid
In 80% van de gemeenten van het departement is de toegang tot basisgezondheidszorg precair. De kindersterfte bedraagt 104,9 op de 1000. In het departement lijdt 32% van de bevolking aan ondervoeding, en 12% aan ernstige ondervoeding.
In 92% van de gemeenten is de toegang tot drinkwater precair. De belangrijkste manieren om aan drinkwater te komen zijn via een bron of rivier.
In 63% van de gemeenten is de toegang tot riolering precair.